# Игра бојама
Игра бојама је музички албум београдске рок групе Октобар 1864 објављен 1988. године.

### Песме на албуму
1. Сам
2. Пратиш траг
3. Сенке 2
4. Чекам
5. Желим те
6. Пролази дан
7. Твој дах
8. Овде или било где

## Музичари

### Чланови групе
- Тања Јовићевић - вокал
- Горан Томановић - гитара
- Жељко Митровић - бас-гитара
- Иван Зечевић - бубњеви
- Деан Крмпотић - клавијатуре
- Марко Лалић - саксофон
- Бранко Баћовић - труба
- Небојша Мрваљевић - тромбон
- Дејан Абадић - клавијатуре
- Вук Динић - тромбон

### Гости
- - емулатор
- Драган Козарчић - труба
- Јосип Ковач Млађи - саксофон
- - гитара
- Сања Чичановић - пратећи вокал
- Милан Младеновић - пратећи вокал

### Остало
- Теодор Јани - продуцент
- - продуцент
- Зоран Јањетов - дизајн омота
- Зорица Бајин Ђукановић - фотографије групе
- Драган Јојкић - фотографија омота